# Flores da Cunha
Pour les articles homonymes, voir Flores.
Flores da Cunha est une municipalité brésilienne située dans l'État du Rio Grande do Sul.